# Haskell Wexler
Haskell Wexler (ur. 6 lutego 1922 w Chicago, zm. 27 grudnia 2015 w Santa Monica) – amerykański operator, reżyser i producent filmowy.
Pochodził z rodziny żydowskiej, której przodkowie pochodzili z Rosji i Polski.
Wexler był dwukrotnym laureatem Oscara za najlepsze zdjęcia do filmów: Kto się boi Virginii Woolf? (1966; reż. Mike Nichols) oraz By nie pełzać na kolanach (1976; reż. Hal Ashby). Ponadto był jeszcze trzykrotnie nominowany do tej nagrody za filmy: Lot nad kukułczym gniazdem (1975; reż. Miloš Forman), W szachu (1987; reż. John Sayles) i Blaze (1989; reż. Ron Shelton). Sam Wexler wyreżyserował także kilka filmów fabularnych, w tym głośny dramat Chłodnym okiem (1969).
Za swe osiągnięcia w dziedzinie sztuki operatorskiej wyróżniony gwiazdą na Hollywood Walk of Fame (w 1996). Członek Amerykańskiego Stowarzyszenia Operatorów Filmowych (ASC). Za jego namową George Lucas postanowił wstąpić do szkoły filmowej.
Zmarł we śnie w swoim domu w Santa Monica w wieku 93 lat.

## Filmografia
Operator
- 1963: Ameryka, Ameryka
- 1964: Ten najlepszy
- 1965: Nieodżałowani, także produkcja
- 1967: Kto się boi Virginii Woolf?
- 1967: W upalną noc
- 1968: Sprawa Thomasa Crowna
- 1968: Twarze
- 1969: Chłodnym okiem, także reżyseria
- 1975: Lot nad kukułczym gniazdem
- 1977: By nie pełzać na kolanach
- 1978: Powrót do domu
- 1978: Niebiańskie dni[a]
- 1982: Szukając wyjścia
- 1983: Mężczyzna, który kochał kobiety
- 1987: W szachu
- 1988: Barwy
- 1989: Trójka uciekinierów
- 1989: Blaze
- 1991: Cudze pieniądze
- 1992: Babe
- 1994: Tajemnica Roan Inish
- 1995: Operacja Bekon
- 1996: Nieugięci
- 1996: Żona bogatego mężczyzny
- 1999: W zawieszeniu
- 2001: 61*
- 2004: Silver City
- 2006–7: Trzy na jednego, serial telewizyjny (jeden odcinek; gościnnie)

## Nagrody
- Nagroda Akademii Filmowej
  - najlepszy operator: 1967: Kto się boi Virginii Woolf?
  - 1977: By nie pełzać na kolanach